# Dolichocolon paradoxum
Dolichocolon paradoxum là một loài ruồi trong họ Tachinidae.